# Ячменникова Сабіна Михайлівна
Сабіна Михайлівна Ячменникова (16 січня 1915, село Дубляни, Австро-Угорщина, тепер місто Жовківського району Львівської області — ?) — українська радянська діячка, новатор виробництва, начальник пошивного цеху Львівської швейної фабрики № 2. Депутат Верховної Ради УРСР 3-го скликання.

## Життєпис
Народилася в родині робітника Михайло Головка. Батько помер, коли їй було тринадцять років. Змушена була залишити навчання і працювати робітницею дослідних ділянок агрономічного (рільничого) факультету Львівської політехніки у селі Дублянах.
Працювала домашньою робітницею у місті Львові. Закінчила приватні кравецькі курси у Львові, але роботи не знайшла і повернулася до Дублян, де працювала в сільському господарстві.
Після захоплення Галичини Червоною армією, з 1944 року працювала медсестрою в амбулаторії села Дублян, обиралася головою жіночої ради при Дублянській сільській раді Львівської області.
З 1949 року — робітниця, бракувальниця, бригадир на конвеєрній лінії Львівської швейної фабрики № 2. У 1950 році закінчила республіканські курси начальників цехів у місті Києві.
З 1950 року — змінний майстер пошивного цеху, начальник пошивного цеху № 2 Львівської швейної фабрики № 2.
Член КПРС з 1952 року. Закінчила Львівську обласну партійну школу.
Потім — на пенсії в місті Львові.

## Нагороди
- ордени
- медалі